# La Chapelle-Bertin
Pour les articles homonymes, voir La Chapelle.
La Chapelle-Bertin est une commune française située dans le département de la Haute-Loire en région Auvergne-Rhône-Alpes.

## Géographie

### Localisation
La commune de Chapelle-Bertin se trouve dans le département de la Haute-Loire, en région Auvergne-Rhône-Alpes.
Elle se situe à 24 km par la route du Puy-en-Velay, préfecture du département, et à 27 km de Craponne-sur-Arzon, bureau centralisateur du canton du Plateau du Haut-Velay granitique dont dépend la commune depuis 2015 pour les élections départementales.
Les communes les plus proches sont : 
Josat (3,2 km), Collat (4,0 km), Varennes-Saint-Honorat (4,5 km), Saint-Pal-de-Senouire (4,5 km), Sainte-Marguerite (4,7 km), Monlet (5,1 km), Allègre (5,4 km), Jax (6,1 km).
| Collat                 |                    | Saint-Pal-de-Senouire |
| Josat                  | La Chapelle-Bertin | Monlet                |
| Varennes-Saint-Honorat |                    | Allègre               |

### Hydrographie

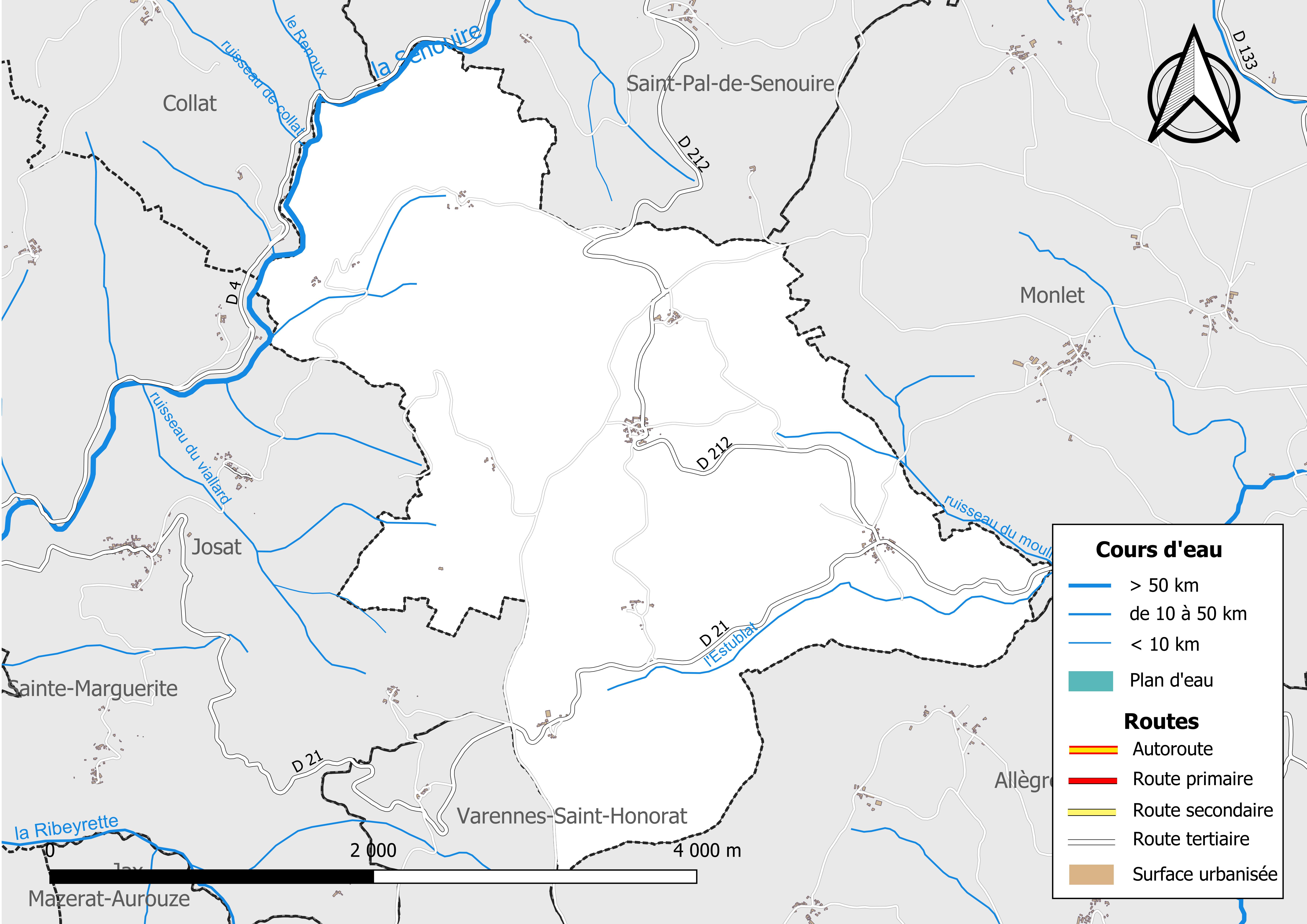
Réseaux hydrographique et routier de La Chapelle-Bertin.

La commune est dans le bassin Allier-Loire amont, au sein du bassin Loire-Bretagne. Elle est drainée par la Senouire, l'Estublat et le ruisseau du moulin.
La Senouire, d'une longueur totale de 63,15 km, prend sa source dans la commune de Sembadel. Elle traverse la commune et se jette dans l'Allier à Vieille-Brioude, après avoir traversé 19 communes.
Le ruisseau du moulin, d'une longueur totale de 2,84 km, prend sa source dans la commune et se jette dans la Borne à Allègre, après avoir traversé 3 communes.
L'Estublat, d'une longueur totale de 3,17 km, prend sa source dans la commune et se jette dans le ruisseau du moulin à Monlet, après avoir traversé deux communes.

### Climat
Pour des articles plus généraux, voir Climat d'Auvergne-Rhône-Alpes et Climat de la Haute-Loire.
En 2010, le climat de la commune est de type climat des marges montargnardes, selon une étude du Centre national de la recherche scientifique s'appuyant sur une série de données couvrant la période 1971-2000. En 2020, Météo-France publie une typologie des climats de la France métropolitaine dans laquelle la commune est exposée à un climat de montagne ou de marges de montagne et est dans la région climatique Nord-est du Massif Central, caractérisée par une pluviométrie annuelle de 800 à 1 200 mm, bien répartie dans l’année.
Pour la période 1971-2000, la température annuelle moyenne est de 7,9 °C, avec une amplitude thermique annuelle de 15,9 °C. Le cumul annuel moyen de précipitations est de 864 mm, avec 9,6 jours de précipitations en janvier et 7 jours en juillet. Pour la période 1991-2020, la température moyenne annuelle observée sur la station météorologique de Météo-France la plus proche, « Allègre », sur la commune d'Allègre à 5 km à vol d'oiseau, est de 8,3 °C et le cumul annuel moyen de précipitations est de 908,7 mm,. Pour l'avenir, les paramètres climatiques de la commune estimés pour 2050 selon différents scénarios d'émission de gaz à effet de serre sont consultables sur un site dédié publié par Météo-France en novembre 2022.

### Paysages
L'Auvergne-Rhône-Alpes est divisée en neuf unités paysagères, la commune de La Chapelle-Bertin partie de l'une d'entre eux, « Les Hautes-Terres »,, il s'agit d'un paysage caractéristique de la région. Les plateaux sont nettement entaillés
par des vallées profondes.

### Milieux naturels et biodiversité

#### Réseau Natura 2000

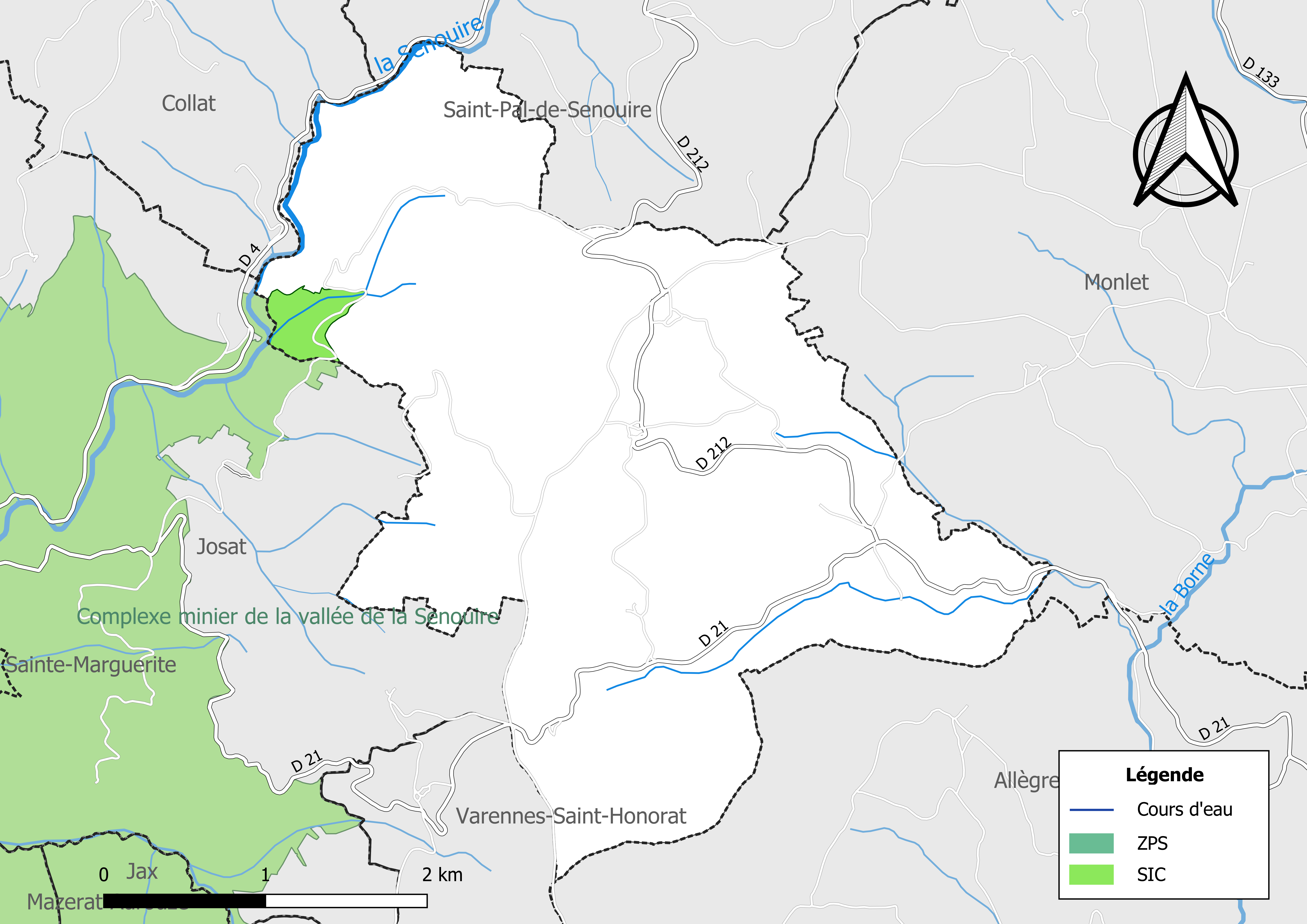
Sites Natura 2000 sur le territoire communal.

Le réseau Natura 2000 est un réseau écologique européen de sites naturels d'intérêt écologique élaboré à partir des directives habitats et oiseaux, constitué de zones spéciales de conservation (ZSC) et de zones de protection spéciale (ZPS).
Un site Natura 2000 a été défini sur la commune au titre de la directive habitats :
- le « complexe minier de la vallée de la Senouire », d'une superficie de 2 181 ha, un site qui représente le plus important réseau minier pour l'étude des chauves-souris en Haute-Loire[19].

#### Zones naturelles d'intérêt écologique, faunistique et floristique

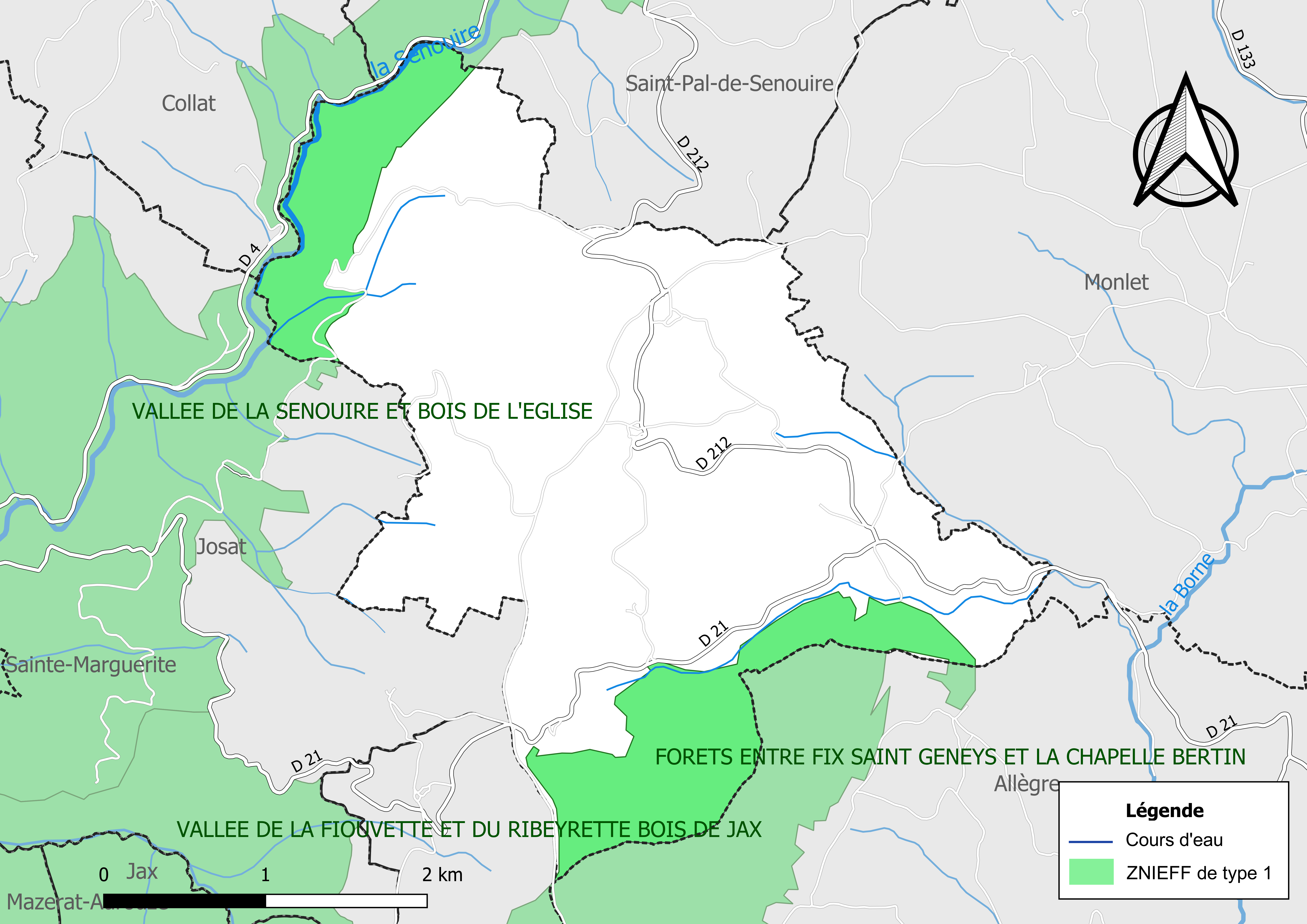
Carte des ZNIEFF de type 1 sur la commune.

L’inventaire des zones naturelles d'intérêt écologique, faunistique et floristique (ZNIEFF) a pour objectif de réaliser une couverture des zones les plus intéressantes sur le plan écologique, essentiellement dans la perspective d’améliorer la connaissance du patrimoine naturel national et de fournir aux différents décideurs un outil d’aide à la prise en compte de l’environnement dans l’aménagement du territoire. Deux ZNIEFF de type 1 sont recensées sur la commune :
les « forets entre Fix-Saint-Geneys et La Chapelle Bertin » (2 592 ha), couvrant 8 communes du département, et 
la « vallée de la Senouire et bois de l'église » (1 322 ha), couvrant 7 communes du département.

## Urbanisme

### Typologie
Au 1er janvier 2024, La Chapelle-Bertin est catégorisée commune rurale à habitat très dispersé, selon la nouvelle grille communale de densité à sept niveaux définie par l'Insee en 2022.
Elle est située hors unité urbaine et hors attraction des villes,.

### Occupation des sols
L'occupation des sols de la commune, telle qu'elle ressort de la base de données européenne d’occupation biophysique des sols Corine Land Cover (CLC), est marquée par l'importance des forêts et milieux semi-naturels (70,4 % en 2018), une proportion identique à celle de 1990 (70,4 %). La répartition détaillée en 2018 est la suivante : 
forêts (70,4 %), prairies (19,4 %), zones agricoles hétérogènes (10,2 %). L'évolution de l’occupation des sols de la commune et de ses infrastructures peut être observée sur les différentes représentations cartographiques du territoire : la carte de Cassini (XVIIIe siècle), la carte d'état-major (1820-1866) et les cartes ou photos aériennes de l'IGN pour la période actuelle (1950 à aujourd'hui).

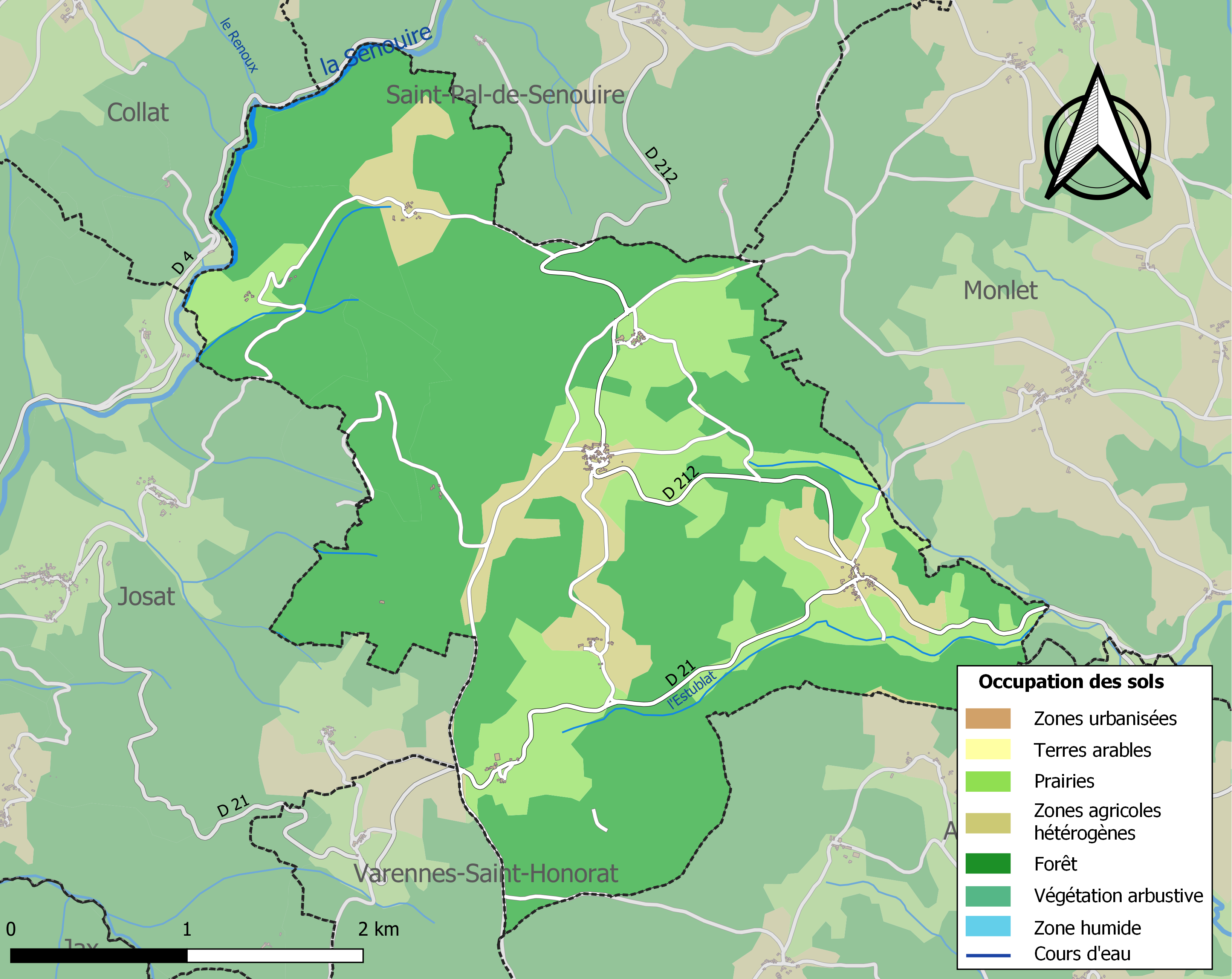
Carte des infrastructures et de l'occupation des sols de la commune en 2018 (CLC).
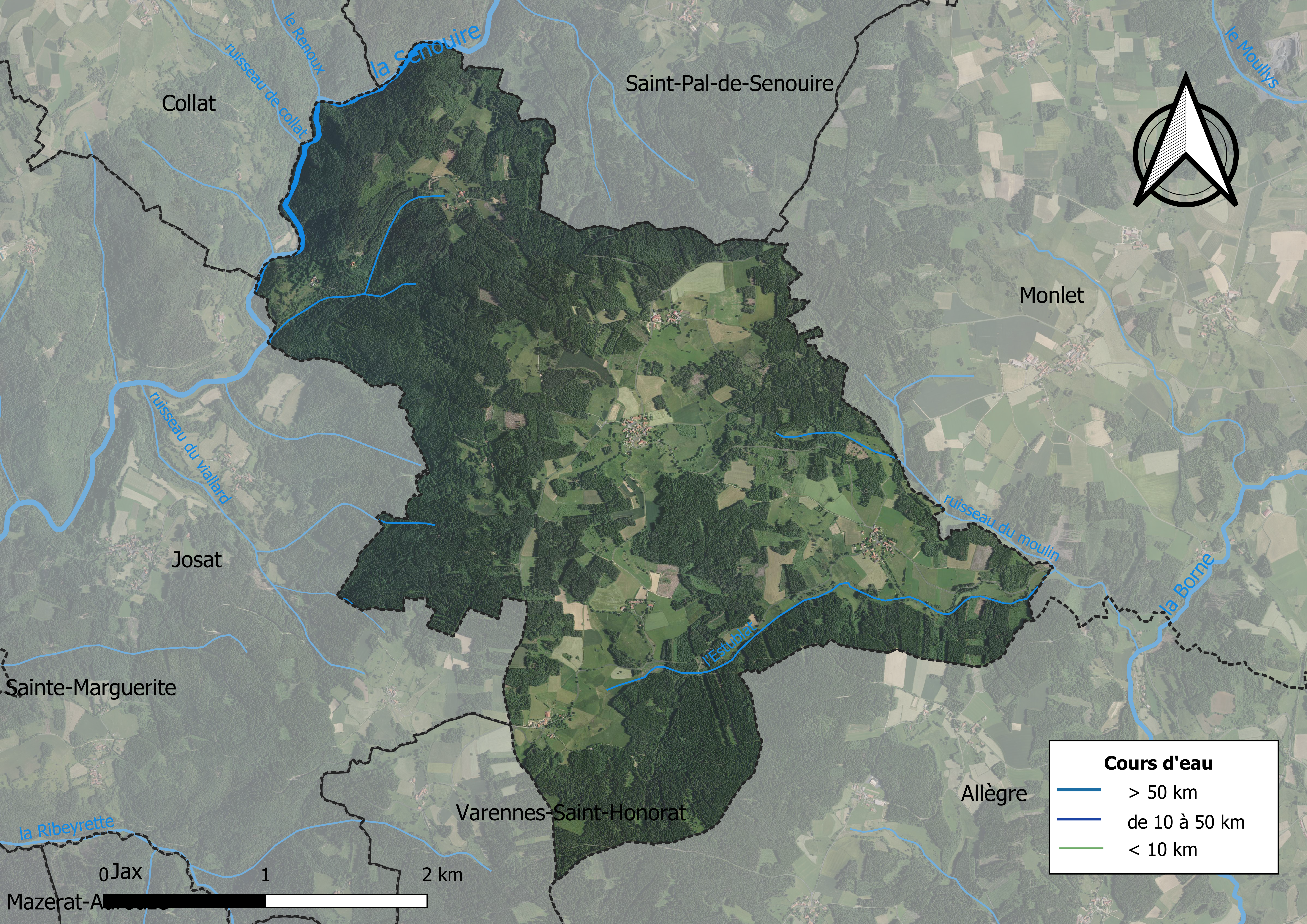
Carte orthophotographique de la commune.

### Habitat et logement
En 2018, le nombre total de logements dans la commune était de 84, alors qu'il était de 88 en 2013 et de 84 en 2008.
Parmi ces logements, 33,6 % étaient des résidences principales, 48,3 % des résidences secondaires et 18,1 % des logements vacants. Ces logements étaient pour 98,8 % d'entre eux des maisons individuelles et pour 1,2 % des appartements.
Le tableau ci-dessous présente la typologie des logements à la La Chapelle-Bertin en 2018 en comparaison avec celle de la Haute-Loire et de la France entière. Une caractéristique marquante du parc de logements est ainsi une proportion de résidences secondaires et logements occasionnels (48,3 %) supérieure à celle du département (16,1 %) et à celle de la France entière (9,7 %). Concernant le statut d'occupation de ces logements, 93,3 % des habitants de la commune sont propriétaires de leur logement (96,4 % en 2013), contre 70 % pour la Haute-Loire et 57,5 pour la France entière.
| Typologie                                               | La Chapelle-Bertin | Haute-Loire | France entière |
| ------------------------------------------------------- | ------------------ | ----------- | -------------- |
| Résidences principales (en %)                           | 33,6               | 71,5        | 82,1           |
| Résidences secondaires et logements occasionnels (en %) | 48,3               | 16,1        | 9,7            |
| Logements vacants (en %)                                | 18,1               | 12,4        | 8,2            |

## Toponymie
Le nom de La Chapelle-Bertin apparaît pour la première fois en 1252 avec Ecclesia de Capella.

## Histoire
Le décret de l'Assemblée Nationale du 12 novembre 1789 décrète « il y aura une municipalité dans chaque ville, bourg, paroisse ou communauté de campagne ». La municipalité de La Chapelle-Bertin est rattachée au canton de La Chaise Dieu et au district de Brioude. Le terme « commune », au sens de l’administration territoriale actuelle, est imposé par le décret de la Convention nationale du 10 brumaire an II (31 octobre 1793) : « La Convention nationale, sur la proposition d’un membre, décrète que toutes les dénominations de ville, bourg ou village sont supprimées et que celle de commune leur est substituée ». Ainsi la municipalité de La Chapelle-Bertin devient formellement « commune de La Chapelle-Bertin » en 1793.
Les cantons sont supprimés, en tant que découpage administratif, par une loi du 26 juin 1793, et ne conservent qu'un rôle électoral, permettant l’élection des électeurs du second degré chargés de désigner les députés,. La Constitution du 5 fructidor an III, appliquée à partir de vendémiaire an IV (1795) supprime les districts, considérés comme des rouages administratifs liés à la Terreur, mais maintient les cantons qui acquièrent dès lors plus d'importance en retrouvant une fonction administrative. La Chapelle-Bertin est alors rattachée au Canton de Paulhaguet et à l'Arrondissement de Brioude par arrêté du 9 vendémiaire an X (1er octobre 1801),. Cette organisation va rester inchangée pendant près de 150 ans.

## Politique et administration

### Découpage territorial
La commune de Chapelle-Bertin est membre de la communauté d'agglomération du Puy-en-Velay, un établissement public de coopération intercommunale (EPCI) à fiscalité propre créé le 26 décembre 2016 dont le siège est à Le Puy-en-Velay. Ce dernier est par ailleurs membre d'autres groupements intercommunaux.
Sur le plan administratif, elle est rattachée à l'arrondissement du Puy-en-Velay, au département de la Haute-Loire, en tant que circonscription administrative de l'État, et à la région Auvergne-Rhône-Alpes.
Sur le plan électoral, elle dépend du canton du Plateau du Haut-Velay granitique pour l'élection des conseillers départementaux, depuis le redécoupage cantonal de 2014 entré en vigueur en 2015, et de la deuxième circonscription de la Haute-Loire pour les élections législatives, depuis le redécoupage électoral de 1986.

### Élections municipales et communautaires

#### Élections de 2020
Le conseil municipal de Chapelle-Bertin, commune de moins de 1 000 habitants, est élu au scrutin majoritaire plurinominal à deux tours avec candidatures isolées ou groupées et possibilité de panachage. Compte tenu de la population communale, le nombre de sièges à pourvoir lors des élections municipales de 2020 est de 7. La totalité des sept candidats en lice est élue dès le premier tour, le 15 mars 2020, avec un taux de participation de 61,97 %.
Paul Maury, maire sortant, est réélu pour un nouveau mandat le 27 mai 2020.
Dans les communes de moins de 1 000 habitants, les conseillers communautaires sont désignés parmi les conseillers municipaux élus en suivant l’ordre du tableau (maire, adjoints puis conseillers municipaux) et dans la limite du nombre de sièges attribués à la commune au sein du conseil communautaire. Un siège est attribué à la commune au sein de la communauté d'agglomération du Puy-en-Velay.

#### Liste des maires
| Période                                  | Période                    | Identité   | Étiquette | Qualité |
| ---------------------------------------- | -------------------------- | ---------- | --------- | ------- |
| Les données manquantes sont à compléter. |                            |            |           |         |
| mars 2001                                | En cours (au 27 août 2014) | Paul Maury | DVD       |         |

### Élections nationales
| Scrutin             | Scrutin             | 1er tour | 1er tour | 1er tour | 1er tour | 1er tour | 1er tour | 1er tour | 1er tour    | 1er tour | 1er tour | 1er tour | 1er tour | 2d tour | 2d tour | 2d tour | 2d tour | 2d tour | 2d tour |
| Scrutin             | Scrutin             | 1er      | 1er      | %        | 2e       | 2e       | %        | 3e       | 3e          | %        | 4e       | 4e       | %        | 1er     | 1er     | %       | 2e      | 2e      | %       |
| ------------------- | ------------------- | -------- | -------- | -------- | -------- | -------- | -------- | -------- | ----------- | -------- | -------- | -------- | -------- | ------- | ------- | ------- | ------- | ------- | ------- |
| Présidentielle 2017 | Présidentielle 2017 |          | EM       | 23,64    |          | LR       | 21,82    |          | LFI         | 18,18    |          | RN       | 16,36    |         | EM      | 71,43   |         | RN      | 28,57   |
| Présidentielle 2022 | Présidentielle 2022 |          | RN       | 26,92    |          | LFI      | 21,15    |          | EM          | 17,31    |          | LR       | 9,62     |         | RN      | 50,00   |         | EM      | 50,00   |
| Législatives 2022   | 2e                  |          | LR       | 41,86    |          | RN       | 18,60    |          | LFI (NUPES) | 20,93    |          | ECO      | 6,98     |         | LR      | 67,65   |         | LFI     | 32,35   |
| Législatives 2024   | 2e                  |          | LR       | 41,86    |          | RN       | 27,91    |          | PS (NFP)    | 27,91    |          | RE (ENS) | 2,33     |         | LR      | 71,74   |         | RN      | 28,26   |

## Population et société

### Démographie

#### Évolution démographique
L'évolution du nombre d'habitants est connue à travers les recensements de la population effectués dans la commune depuis 1793. Pour les communes de moins de 10 000 habitants, une enquête de recensement portant sur toute la population est réalisée tous les cinq ans, les populations de référence des années intermédiaires étant quant à elles estimées par interpolation ou extrapolation. Pour la commune, le premier recensement exhaustif entrant dans le cadre du nouveau dispositif a été réalisé en 2006.

En 2022, la commune comptait 50 habitants, en stagnation par rapport à 2016 (Haute-Loire : +0,36 %, France hors Mayotte : +2,11 %).
| 1793 | 1800 | 1806 | 1821 | 1831 | 1836 | 1841 | 1846 | 1851 |
| ---- | ---- | ---- | ---- | ---- | ---- | ---- | ---- | ---- |
| 362  | 347  | 347  | 392  | 392  | 335  | 447  | 450  | 436  |

| 1856 | 1861 | 1866 | 1872 | 1876 | 1881 | 1886 | 1891 | 1896 |
| ---- | ---- | ---- | ---- | ---- | ---- | ---- | ---- | ---- |
| 431  | 432  | 417  | 420  | 429  | 420  | 445  | 405  | 405  |

| 1901 | 1906 | 1911 | 1921 | 1926 | 1931 | 1936 | 1946 | 1954 |
| ---- | ---- | ---- | ---- | ---- | ---- | ---- | ---- | ---- |
| 396  | 323  | 301  | 291  | 275  | 248  | 216  | 210  | 199  |

| 1962 | 1968 | 1975 | 1982 | 1990 | 1999 | 2006 | 2011 | 2016 |
| ---- | ---- | ---- | ---- | ---- | ---- | ---- | ---- | ---- |
| 160  | 140  | 104  | 84   | 88   | 72   | 62   | 55   | 50   |

| 2021 | 2022 | - | - | - | - | - | - | - |
| ---- | ---- | - | - | - | - | - | - | - |
| 49   | 50   | - | - | - | - | - | - | - |

#### Pyramide des âges
La population de la commune est relativement âgée.
En 2018, le taux de personnes d'un âge inférieur à 30 ans s'élève à 12 %, soit en dessous de la moyenne départementale (31 %). À l'inverse, le taux de personnes d'âge supérieur à 60 ans est de 62 % la même année, alors qu'il est de 31,1 % au niveau départemental.
En 2018, la commune comptait 24 hommes pour 23 femmes, soit un taux de 51,06 % d'hommes, légèrement supérieur au taux départemental (49,13 %).
Les pyramides des âges de la commune et du département s'établissent comme suit.
| Hommes | Classe d’âge | Femmes |
| ------ | ------------ | ------ |
| 3,8    | 90 ou +      | 4,2    |
| 15,4   | 75-89 ans    | 20,8   |
| 30,8   | 60-74 ans    | 50,0   |
| 19,2   | 45-59 ans    | 16,7   |
| 11,5   | 30-44 ans    | 4,2    |
| 7,7    | 15-29 ans    | 4,2    |
| 11,5   | 0-14 ans     | 0,0    |

| Hommes | Classe d’âge | Femmes |
| ------ | ------------ | ------ |
| 0,9    | 90 ou +      | 2,5    |
| 8,4    | 75-89 ans    | 11,7   |
| 20,4   | 60-74 ans    | 20,5   |
| 21,3   | 45-59 ans    | 20,3   |
| 16,8   | 30-44 ans    | 16,3   |
| 15,2   | 15-29 ans    | 13,2   |
| 17     | 0-14 ans     | 15,6   |

## Économie

### Emploi
| Division       | 2008  | 2013   | 2018   |
| -------------- | ----- | ------ | ------ |
| Commune        | 5,4 % | 17,9 % | 11,1 % |
| Département    | 6,3 % | 7,7 %  | 7,7 %  |
| France entière | 8,3 % | 10 %   | 10 %   |

En 2018, la population âgée de 15 à 64 ans s'élève à 25 personnes, parmi lesquelles on compte 44,4 % d'actifs (33,3 % ayant un emploi et 11,1 % de chômeurs) et 55,6 % d'inactifs,. En  2018, le taux de chômage communal (au sens du recensement) des 15-64 ans est supérieur à celui du département et de la France, alors qu'en 2008 la situation était inverse.
La commune est hors attraction des villes,. Elle compte 5 emplois en 2018, contre 5 en 2013 et 2 en 2008. Le nombre d'actifs ayant un emploi résidant dans la commune est de 10, soit un indicateur de concentration d'emploi de 45,5 % et un taux d'activité parmi les 15 ans ou plus de 29,8 %.
Sur ces 10 actifs de 15 ans ou plus ayant un emploi, 5 travaillent dans la commune, soit 46 % des habitants. Pour se rendre au travail, 72,7 % des habitants utilisent un véhicule personnel ou de fonction à quatre roues, 18,2 % s'y rendent en deux-roues, à vélo ou à pied et 9,1 % n'ont pas besoin de transport (travail au domicile).

## Culture locale et patrimoine

### Lieux et monuments
Au centre du bourg se trouve l'église Saint-Marcellin (XIIe siècle), inscrite au titre des monuments historiques par arrêté du 28 octobre 1993.

### Héraldique
| Blason de Chapelle-Bertin (La) | Blason  | Parti : au 1er d'or à deux clés de gueules passées en sautoir, les pannetons affrontés, au 2d tranché émanché (de quatre pièces) d'argent et d'azur ; au chef d'azur chargé d'une coquille d'or. |
| Blason de Chapelle-Bertin (La) | Détails | Le statut officiel du blason reste à déterminer. |